# Cinelli-Down Under
Cinelli-Down Under war ein Radsportteam unter belgischem Management, welches in den Jahren 2001 bis 2009 unter verschiedenen Namen an internationalen Straßenradrennen teilnahm.
Gegründet wurde die Mannschaft 2001 als Team Down Under und hieß 2003 Team cyclingnews.com-Down Under. Sie nahm in den Jahren 2005 und 2006 mit britischer Lizenz als Continental Team unter den Namen Team Cyclingnews.com (2005) und  DFL-Cycling News-Litespeed (2006) an den UCI Continental Circuits, und dort hauptsächlich an Rennen der UCI Europe und Oceania Tour teil. Im Jahr 2007 hatte das Team den Status eines Professional Continental Teams.
Mithilfe des neuen Sponsor Pedaltech sollte das Team vom damaligen General Manager Nick Collins erheblich ausgebaut werden. Hierfür wurden Steffen Wesemann und Bas Giling. verpflichtet. Die Union Cycliste Internationale verweigerte dem Projekt jedoch die Lizenz als Professional Continental team für 2008.
In den Jahren 2008 und 2009 fuhr das Team wieder als Continental Team, diesmal mit australischer Lizenz. Dabei trug es zunächst den Namen Cyclingnews-Jako und im Jahr darauf Cinelli-Down Under. Seit 2010 wurde das Team nicht mehr bei der Union Cycliste Internationale lizenziert.
Manager war der Belgier Gilbert De Weerdt. Als Sportlicher Leiter standen ihm zuletzt Rudi Dubois, Eddy De Weerdt und Nico Mattan zur Seite. Der Sponsor Cyclingnews.com ist eine englischsprachige Radsport-Internetdienst, Cinelli ein italienischer Fahrradhersteller und JAKO ein deutscher Sportartikelhersteller.

## Saison 2007

### Erfolge
| Datum       | Rennen                          | Sieger           |
| ----------- | ------------------------------- | ---------------- |
| 29. Juni    | Finnische Zeitfahrmeisterschaft | Matti Helminen   |
| 19. Oktober | 5. Etappe Herald Sun Tour       | Cameron Jennings |

### Zugänge – Abgänge
| Zugänge              | Team 2006               | Abgänge           | Team 2007                               |
| -------------------- | ----------------------- | ----------------- | --------------------------------------- |
| Jens Mouris          | Regiostrom-Senges       | Russell Downing   | Health Net-Maxxis                       |
| Daniel Lloyd         | Giant Asia Racing Team  | Tom Barras        | Unbekannt                               |
| Nico Mattan          | Davitamon-Lotto         | Matthew Brammeier | Profel Ziegler                          |
| Hamish Robert Haynes | Jartazi-7Mobile         | Alex Coutts       | Babes Only-Villapark Lingemeer-Flanders |
| Matti Helminen       | Profel Ziegler          | Yanto Barker      | Unbekannt                               |
| Evan Oliphant        | Recycling.co.uk         | Dean Downing      | Elite 2                                 |
| Bjorn Cornelissen    | Flanders                | Leigh Palmer      | Unbekannt                               |
| Robby Meul           | Jartazi-7Mobile         |                   |                                         |
| Rhys Pollock         | Marco Polo Cycling Team |                   |                                         |
| Gert Vanderaerden    | Yawadoo-Colba-ABM       |                   |                                         |
| Pablo Wilches        | Neoprofi                |                   |                                         |
| Dan Fleeman          | Neoprofi                |                   |                                         |

### Mannschaft
| Name                 | Geburtstag           | Nationalität           |
| -------------------- | -------------------- | ---------------------- |
| Bjorn Cornelissen    | 3. Juni 1976         | Belgien                |
| Sven De Weerdt       | 29. März 1978        | Belgien                |
| Dan Fleeman          | 3. Oktober 1982      | Vereinigtes Königreich |
| David Harrigan       | 26. Mai 1975         | Australien             |
| Hamish Robert Haynes | 5. März 1974         | Vereinigtes Königreich |
| Matti Helminen       | 14. August 1975      | Finnland               |
| Cameron Jennings     | 27. April 1979       | Australien             |
| Daniel Lloyd         | 11. August 1980      | Vereinigtes Königreich |
| Nico Mattan          | 17. Juli 1971        | Belgien                |
| Robby Meul           | 4. September 1981    | Belgien                |
| Jens Mouris          | 12. März 1980        | Niederlande            |
| Kane Oakley          | 4. Oktober 1976      | Australien             |
| Evan Oliphant        | 8. Januar 1982       | Vereinigtes Königreich |
| Rhys Pollock         | 14. März 1980        | Australien             |
| Bernard Sulzberger   | 5. Dezember 1983     | Australien             |
| Gert Vanderaerden    | 23. Januar 1973      | Belgien                |
| Jeremy Vennell       | 6. Oktober 1980      | Neuseeland             |
| Juan Pablo Wilches   | 22. Januar 1982      | Kolumbien              |
| Stagiaires           | Stagiaires           | Nationalität           |
| Steven De Decker     | Steven De Decker     | Belgien                |
| Stijn Hoornaert      | Stijn Hoornaert      | Belgien                |
| Michael Vanderaerden | Michael Vanderaerden | Belgien                |

## Saison 2008

### Zugänge – Abgänge
| Zugänge              | Team 2007              | Abgänge            | Team 2008                  |
| -------------------- | ---------------------- | ------------------ | -------------------------- |
| Michael Vanderaerden | Davitamon-Win for Life | Jens Mouris        | Mitsubishi-Jartazi         |
| Mario Ickx           | Jartazi-Promo Fashion  | Dan Fleeman        | An Post-Sean Kelly Team    |
| Dieter Cappelle      | Unibet.com Continental | Daniel Lloyd       | An Post-Sean Kelly Team    |
| Robert Orr           | Neoprofi               | Jeremy Vennell     | Bissell Pro Cycling Team   |
| Matt Clinton         | Neoprofi               | Bernard Sulzberger | Letua Cycling Team         |
|                      |                        | Evan Oliphant      | Plowman Craven Racing Team |
|                      |                        | Nico Mattan        | Karriereende               |

## Saison 2009

### Erfolge in der UCI Europe Tour
Bei den Rennen der UCI Europe Tour im Jahr 2009 gelangen dem Team nachstehende Erfolge.
| Datum    | Rennen                          | Kat. | Sieger              |
| -------- | ------------------------------- | ---- | ------------------- |
| 4. April | 2. Etappe La Boucle de l’Artois | 2.2  | Frank Vandenbroucke |
| 20. Mai  | 4. Etappe FBD Insurance Rás     | 2.2  | Nicholas Walker     |
| 21. Mai  | 5. Etappe FBD Insurance Rás     | 2.2  | Nicholas Walker     |
| 12. Juni | 2. Etappe Ronde de l’Oise       | 2.2  | Nicholas Walker     |

### Zugänge – Abgänge
| Zugänge                     | Team 2008               | Abgänge                          | Team 2009             |
| --------------------------- | ----------------------- | -------------------------------- | --------------------- |
| Bert Roesems                | Silence-Lotto           | Wim Van Moer                     | Josan-Isorex-Mercedes |
| Frank Vandenbroucke         | Mitsubishi-Jartazi      | Sjef De Wilde                    | Palmans-Cras          |
| Daniel Furmston             | Praties                 | Bjorn Cornelissen                | Unbekannt             |
| Mark Jamieson               | Southaustralia.com-AIS  | Samuel Eadie                     | Unbekannt             |
| Logan Hutchings             | Neoprofi (Beveren 2000) | Steffan Elzinga                  | Unbekannt             |
| Nicholas Walker             | Neoprofi                | Mark Howard                      | Unbekannt             |
| Wade Wolfenbarger           | Neoprofi                | Amos Meyers                      | Unbekannt             |
| Tommy Nankervis (ab 01.02.) | DLP Racing              | Kane Oakley                      | Unbekannt             |
|                             |                         | Jérôme Baugnies (bis 31.08.)     | Josan-Isorex-Mercedes |
|                             |                         | Mark Jamieson (bis 31.08.)       | Unbekannt             |
|                             |                         | Frank Vandenbroucke (bis 31.08.) | Unbekannt             |

### Mannschaft
| Name                       | Geburtstag         | Nationalität           | Team 2010               |
| -------------------------- | ------------------ | ---------------------- | ----------------------- |
| Christopher James D’Amelio | 30. Dezember 1983  | Australien             |                         |
| Sven De Weerdt             | 29. März 1978      | Belgien                | Marco Polo Cycling Team |
| Michael Fitzgerald         | 31. Oktober 1988   | Australien             |                         |
| Daniel Furmston            | 2. Februar 1984    | Australien             |                         |
| Matt Green                 | 2. Oktober 1988    | Vereinigtes Königreich |                         |
| Logan Hutchings            | 28. Januar 1984    | Neuseeland             | Team Hotel San José     |
| Nick Mitchell              | 20. Juli 1985      | Australien             |                         |
| Tommy Nankervis            | 21. Januar 1983    | Australien             |                         |
| Bert Roesems               | 14. Oktober 1972   | Belgien                | Karriereende            |
| Peter Ronsse               | 9. Februar 1980    | Belgien                |                         |
| Tom Snape                  | 13. Juli 1989      | Vereinigtes Königreich | Sigma Sport-Specialized |
| Nicholas Walker            | 13. September 1988 | Australien             |                         |
| Wade Wolfenbarger          | 8. September 1987  | Vereinigte Staaten     |                         |

## Platzierungen in UCI-Ranglisten
UCI Asia Tour
| Saison | Mannschaftswertung | Fahrerwertung             |
| ------ | ------------------ | ------------------------- |
| 2007   | 11.                | Daniel Lloyd (12.)        |
| 2008   |                    |                           |
| 2009   | 38.                | Michael Fitzgerald (104.) |

UCI Europe Tour
| Saison | Mannschaftswertung | Fahrerwertung          |
| ------ | ------------------ | ---------------------- |
| 2009   | 103.               | Nicholas Walker (390.) |

UCI Oceania Tour
| Saison | Mannschaftswertung | Fahrerwertung        |
| ------ | ------------------ | -------------------- |
| 2006   | 7.                 |                      |
| 2007   | 10.                | Jeremy Vennell (13.) |
| 2008   | -                  | -                    |
| 2009   | 3.                 | Tommy Nankervis (3.) |